# ザンクト・ヤコブ・パルク
ザンクト・ヤコブ・パルク（Sankt Jakob-Park）はスイスのバーゼルにあるサッカー専用競技場。収容人数はスイス国内最大のサッカー場である。FCバーゼルが本拠地として使用している。

## 概要
ザンクト・ヤコブ・スタジアムの跡地に建設され、2001年に完成。スーパーリーグのFCバーゼルの本拠地として使用されている。UEFA EURO 2008では開幕戦と決勝トーナメントの準々決勝と準決勝などが行われた。試合の開催日には、外観がFCバーゼルのチームカラーに発光する。
スタンド部は客席の他に高齢者居住施設、一般人の利用可能な会員制フィットネスクラブなどが併設されており、グラウンドの下には地下3階建のショッピングモールがある。
旧スタジアムより "Joggeli" の愛称を引き継いでいる。正式名称に含まれるヤコブのバーゼル地方訛りが由来である。
比較的、建設の新しいスタジアムであるが数度、改修が行われ収容人数が変遷している。スタジアム開設当時の収容人数は33,433人であったが、UEFA EURO 2008の開催のため42,000人収容に拡張された後に現在の38,512人収容へと改修された。
2016年には当地でUEFAヨーロッパリーグの決勝が行われた。

## 臨時駅
スイス連邦鉄道は2001年9月7日付けで当球技場の北側に臨時駅バーゼル・ザンクト・ヤコブ Basel St. Jacobを開設している。この駅は、バーゼルSBB駅からバーゼルSBB操車場につながる貨物線上に位置しているため、定期列車の臨時停車はなく、FCバーゼルの試合時などにはバーゼルSBB駅から臨時列車 "Joggeli-Shuttle" が運行されるほか、対戦相手の本拠地から直通する臨時列車が運行されることもある。